# فرانتیشک پوسپیشیل
فرانتیشک پوسپیشیل (چکی: František Pospíšil؛ زادهٔ ۶ آوریل ۱۹۴۴) بازیکن هاکی روی یخ اهل چکسلواکی بود.